# Luisa Merea
Luisa Merea (ur. 24 września 1958) – peruwiańska siatkarka. Reprezentantka kraju na igrzyskach olimpijskich w Montrealu. Jej córką jest Valeria Silva.